# Dioctria vulpecula
Dioctria vulpecula là một loài ruồi trong họ Asilidae. Dioctria vulpecula được Richter miêu tả năm 1973. Loài này phân bố ở vùng Cổ Bắc giới.